# Piotr Smoleński
Piotr Smoleński alias Pierre Smolny (* um 1900 im Russischen Kaiserreich; † 9. Januar 1942 im Mittelmeer bei den Balearen) war vor dem Zweiten Weltkrieg ein polnischer Kryptoanalytiker.

## Leben

Die bis November 1942 unbesetzte Zone libre bot den Codeknackern des Biuro Szyfrów vorübergehend einen neuen Standort.

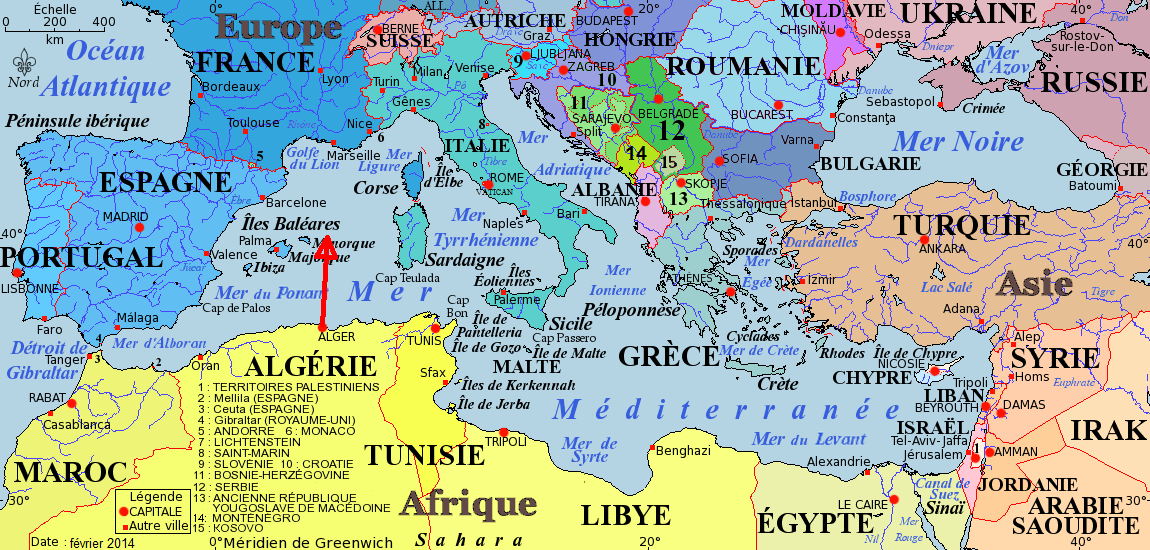
Karte des Mittelmeers. Der rote Pfeil deutet den Starthafen Algier und die Untergangsstelle der Lamoricière nahe Menorca an. Zielhafen war Marseille.

Über sein Leben ist nur wenig bekannt. Er war kryptanalytischer Mitarbeiter im Referat BS3 des polnischen Chiffrier-Büros Biuro Szyfrów (BS), das von Jan Graliński geleitet wurde und sich mit der Entzifferung russischer Geheimtexte befasste. Das BS hatte seinen Hauptsitz im Sächsischen Palais (poln. Pałac Saski) in Warschau.
Im September 1939, nach dem deutschen Überfall auf Polen, musste Smoleński sein Land verlassen, und floh, wie die meisten seiner Kollegen vom BS, über Rumänien und fand Asyl in Frankreich. Dort konnten die Polen ihre Arbeit zunächst im „PC Bruno“, einer geheimen nachrichtendienstlichen Einrichtung der Alliierten in der Nähe von Paris, fortsetzen, bevor sie im Juni 1940 nach der deutschen Offensive gegen Frankreich erneut vor der anrückenden Wehrmacht flüchten mussten. Zusammen mit seinen Kollegen fand er einen neuen Standort (Tarnname: „Cadix“) bei Uzès in der Zone libre (Bild), also der freien (unbesetzten) südlichen Zone Frankreichs.
Noch bevor im November 1942 die Wehrmacht Unternehmen Anton durchführte und ganz Frankreich besetzte, baute das BS zusammen mit den französischen Verbündeten vom Deuxième Bureau unter Leitung von Louis Rivet vorsorglich auf der Frankreich gegenüberliegenden afrikanischen Seite des Mittelmeers in Algier eine Dépendance als sichere Rückzugsmöglichkeit auf, zu der Polen und Franzosen von Zeit zu Zeit per Schiff übersetzten. In der algerischen Vertretung waren Smoleński und sein Freund und Chef Graliński die einzigen Code-Experten für russische Chiffren.
Am 6. Januar 1942 bestiegen beide, zusammen mit weiteren Kollegen des BS, wie dem für deutsche Chiffren (Enigma) zuständigen Jerzy Różycki, das französische Dampfschiff Lamoricière. Dieses geriet in der Nähe der Balearischen Inseln in einen schweren Sturm und sank.
Piotr Smoleński gehörte nicht zu den wenigen Geretteten. Er ertrank wohl kurz nach Mittag am 9. Januar 1942.